# Quellen und Forschungen aus italienischen Archiven und Bibliotheken

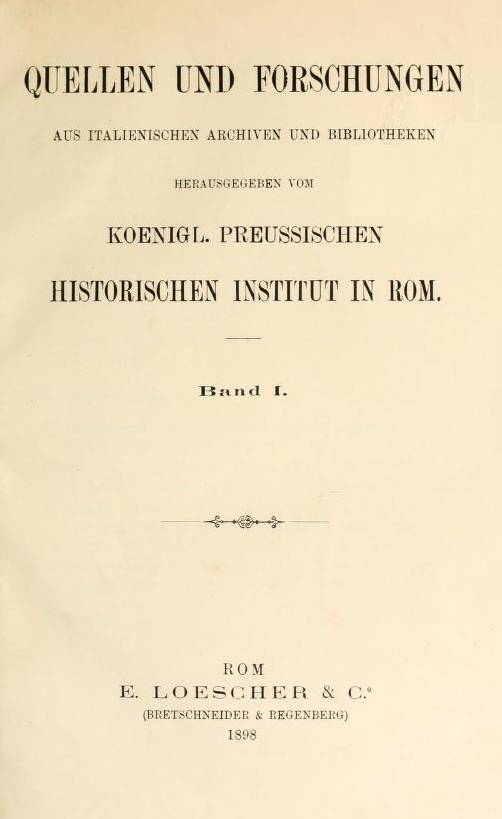
Titelblatt der Ausgabe von 1898

Quellen und Forschungen aus italienischen Archiven und Bibliotheken (kurz QFIAB, seltener QFiAB oder QF) ist eine historische Fachzeitschrift, die vom Deutschen Historischen Institut in Rom herausgegeben wird. Der erste Band erschien 1898.
Thematisch umfassen die Artikel und Miszellen die Beziehungen zwischen Deutschland und Italien und präsentieren neue Forschungsergebnisse zur italienischen Geschichte vom Frühmittelalter bis zur Zeitgeschichte. Themen der deutschen Geschichte finden Berücksichtigung, wenn sie sich besonders auf italienische Quellen stützen. Die Beiträge erscheinen in der Regel auf Deutsch oder Italienisch. Eine kurze Zusammenfassung (Abstract) in der jeweils anderen Sprache sowie auf Englisch ist den einzelnen Beiträgen beigefügt. Außerdem enthalten die Zeitschriftenbände den Jahresbericht des Direktors sowie Berichte zu Tagungen des Instituts und einen umfangreichen Rezensionsteil.
Die Redaktion der Bände liegt derzeit bei Alexander Koller, vor ihm hatten Hermann Michael Goldbrunner und Martin Bertram diese Aufgabe wahrgenommen. Eingereichte Beiträge durchlaufen ein Peer-Review.
Die Bände 1 bis 17 (Heft 1) wurden bei Loescher in Rom verlegt, danach wechselte man zu dem ebenfalls in Rom ansässigen Verlagshaus Regenberg. Dort erschienen die Bände 17 (Heft 2) bis 33. Seit Band 34, dem ersten Band, der nach der Wiederaufnahme des Institutsbetriebs 1953 veröffentlicht werden konnte, erscheint die Zeitschrift im Max Niemeyer Verlag in Tübingen, wurde aber in Italien zunächst noch durch Regenberg ausgeliefert. 2006 wurde der Max Niemeyer Verlag durch den Verlag De Gruyter übernommen, so dass die Zeitschrift seitdem Teil des Verlagsprogramms von De Gruyter wurde. Seit 2022 erscheint die Zeitschrift im Open Access.